# Louis-Denis Caillouette
Louis-Denis Caillouette (Parigi, 9 maggio 1790 – Parigi, 1º febbraio 1868) è stato uno scultore francese.

## Biografia
Caillouette fu allievo di Philippe-Laurent Roland e di François-Frédéric Lemot. È autore di uno dei fregi dell'Arco di Trionfo di Parigi, Il ritorno dell'esercito, con Francois Rude e Bernard Seurre.